# Prijspaal

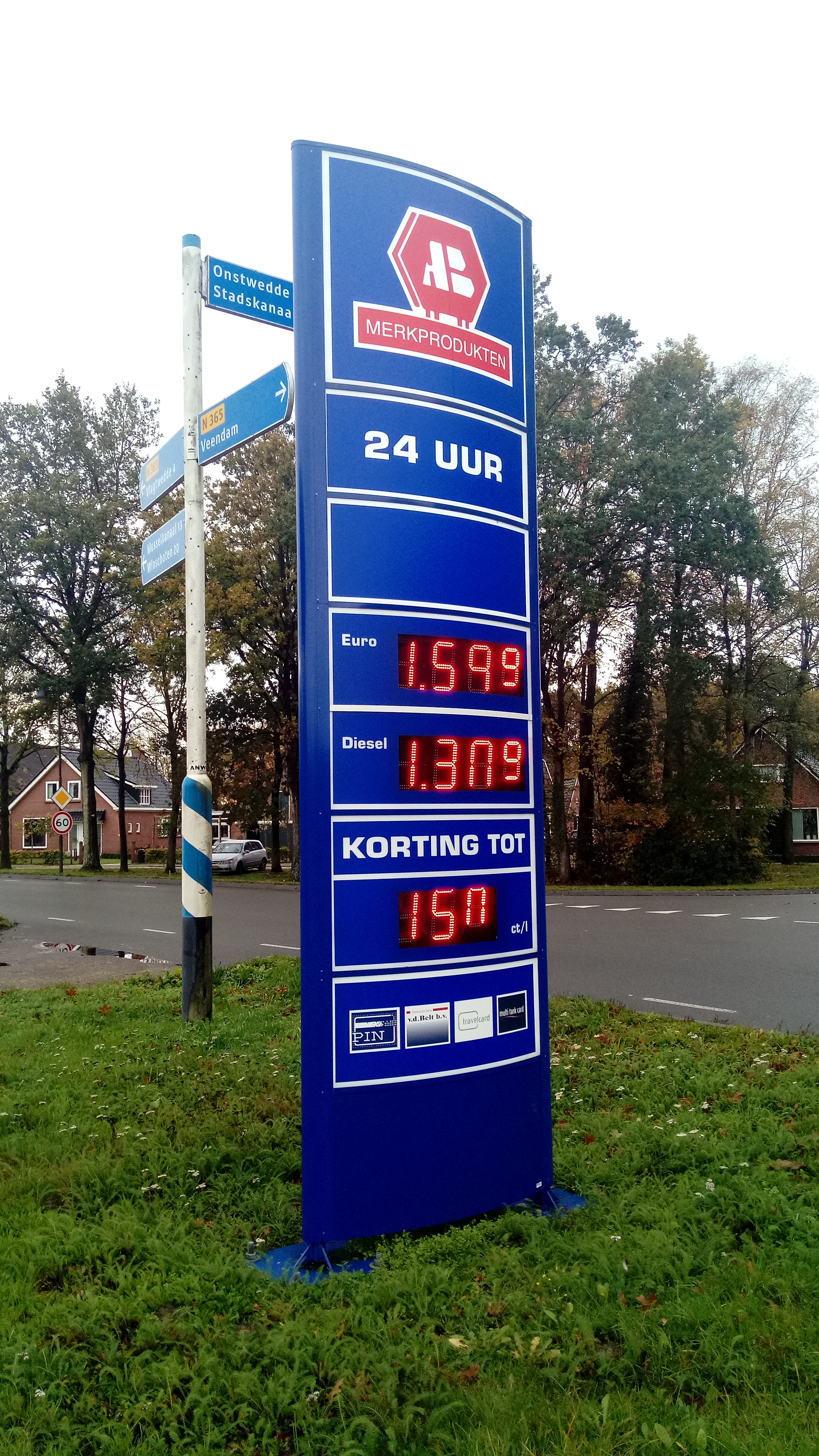
Prijspaal van een lokaal tankstation

Een prijspaal is een paal langs de weg die voor een tankstation de prijzen van de brandstof vermeldt. De bedoeling achter de prijspalen is dat de concurrentie tussen tankstations wordt vergroot. Nog voor het einde van 2007 moesten alle tankstations langs de autosnelweg in Nederland zijn voorzien van een prijspaal.
Op 5 september 2007 had Shell het eerste tankstation met een prijspaal bij verzorgingsplaats Ellerbrug.

## Politiek
In juli 2006 heeft minister Karla Peijs aan de Tweede Kamer toegezegd dat de prijspalen er zouden komen. De Tweede Kamer had hier eind 2005 al om verzocht. Minister Camiel Eurlings heeft in mei 2007 hierover afspraken gemaakt met brancheorganisaties. Wanneer voor het einde van 2007 niet alle tankstations langs de snelweg van prijspalen zijn voorzien zal wetgeving volgen die dit afdwingt.